# شاتیان، دونگوان
شاتیان، دونگوان (به لاتین: Shatian) یک شهرک در جمهوری خلق چین است که در دونگوان واقع شده‌است.